# Землетрясение на Самоа (1917)
Землетрясение 1917 года на Самоа произошло 26 июня в 05:49 UTC. Эпицентр находился на юго-западе архипелага Самоа. Землетрясение магнитудой Mw 8.5 или Ms 8.4 было одним из самых сильных землетрясений, когда-либо зарегистрированных в этом регионе.
Сообщалось о множественном проседании грунта. В горах был зафиксирован камнепад. В Апиа сильная тряска длилась около полутора минут. В Американском Самоа были частично снесены мормонская церковь в Паго-Паго и католическая церковь в Леоне. Цунами было вызвано землетрясением, от которого пострадали как Американское Самоа, так и Германское Самоа, которое в то время находилось под оккупацией союзников. Цунами достигло максимальной высоты 40 футов (12 м). Было разрушено много домов, смыт мост в Палаули. Цунами также было зафиксировано в Гонолулу и на западном побережье США. Перед этим, 1 мая 1917 года, в районе островов Кермадек произошло сильное землетрясение магнитудой Ms 8,0. Цунами, вызванное землетрясением в мае, также обрушилось на острова Самоа.
Землетрясение произошло к юго-западу от островов Самоа, вдоль границы плиты Тонга. Механизм очага землетрясения был неясен. Предполагалось, что это землетрясение и событие 2009 года не представляют собой один и тот же повторяющийся процесс в одном и том же месте.